# Π-System
Ein {\displaystyle \pi }-System, auch durchschnittstabiles Mengensystem oder kurz schnittstabiles System genannt, ist ein spezielles Mengensystem, das im axiomatischen Aufbau der Wahrscheinlichkeitstheorie und der Maßtheorie verwendet werden kann.

## Definition
Gegeben sei ein Mengensystem {\displaystyle {\mathcal {S}}\subset {\mathcal {P}}(\Omega )}, also eine Teilmenge der Potenzmenge einer Grundmenge {\displaystyle \Omega }. {\displaystyle {\mathcal {S}}} heißt ein
{\displaystyle \pi }-System, durchschnittstabiles Mengensystem oder schnittstabiles System, wenn für beliebige zwei Mengen {\displaystyle A,B} aus dem Mengensystem {\displaystyle {\mathcal {S}}} gilt, dass {\displaystyle A\cap B\in {\mathcal {S}}} ist.

## Beispiele
Für eine beliebige Grundmenge {\displaystyle \Omega } sei das Mengensystem
{\displaystyle {\mathcal {S}}:=\{A\subset \Omega \mid |A|<\infty \}}
aller endlichen Teilmengen gegeben.
Für zwei beliebige {\displaystyle A,B\in {\mathcal {S}}} ist nun {\displaystyle |A\cap B|\leq \min(|A|,|B|)}, der Schnitt endlicher Mengen ist immer endlich. Also ist auch {\displaystyle A\cap B\in {\mathcal {S}}}, es handelt sich somit um ein schnittsstabiles System.

## Eigenschaften
- Ist das Mengensystem stabil unter Komplementbildung, so ist es genau dann durchschnittsstabil, wenn es vereinigungsstabil ist. Dies folgt direkt aus den de Morganschen Gesetzen.
- Ist das Mengensystem {\displaystyle {\mathcal {S}}} stabil unter Differenzmengenbildung, dann ist es auch ein π-System. Dies folgt aus {\displaystyle A\cap B=A\setminus (A\setminus B)\in {\mathcal {S}}}.

## Verwendung
Durchschnittsstabile Mengensysteme treten an einigen Stellen in der Wahrscheinlichkeitstheorie und Stochastik auf. So ist die Durchschnittsstabilität eine wichtige Voraussetzung an den Erzeuger einer σ-Algebra, um nur auf diesem Erzeuger die stochastische Unabhängigkeit der Zufallsvariablen überprüfen zu müssen.
Wichtigste Anwendung ist der sogenannte dynkinsche π-λ Satz. Ist {\displaystyle {\mathcal {S}}} ein {\displaystyle \pi }-System, dann stimmen die von {\displaystyle {\mathcal {S}}} erzeugte
{\displaystyle \sigma }-Algebra und das erzeugte Dynkin-System überein, es gilt also
{\displaystyle \sigma ({\mathcal {S}})=\delta ({\mathcal {S}})}.